# Riu d'Algars
Riu d'Algars är ett vattendrag i Spanien.   Det ligger i provinsen Provincia de Zaragoza och regionen Aragonien, i den östra delen av landet, 300 km öster om huvudstaden Madrid.